# Karen Muradyan
Karen Muradyan (Gyumri, 1º novembre 1992) è un calciatore armeno, centrocampista dell'Ararat-Armenia.

## Carriera

### Club
Ha giocato nella prima divisione del campionato armeno con lo Širak Fowtbolayin Akowmb

### Nazionale
Ha giocato nella nazionale armena Under-21.
Ha debuttato con la nazionale maggiore armena il 5 febbraio 2013 in un'amichevole contro il Lussemburgo.

## Palmarès

### Club

#### Competizioni nazionali
- Campionato armeno: 2

Širak: 2012-2013
Alaškert: 2015-2016
- Coppa d'Armenia: 3

Širak: 2011-2012
Ararat: 2020-2021
Ararat-Armenia: 2023-2024
- Supercoppa d'Armenia: 2

Alaškert: 2016
Ararat-Armenia: 2024